# Campeonato de Primera División 1993-94 (Argentina)
El Campeonato de Primera División 1993-94 del fútbol argentino fue la sexagésima cuarta temporada de la era profesional. Dio inicio con el Torneo Apertura 1993 y concluyó con la disputa del Torneo Clausura 1994. Cada torneo consagró a su propio campeón, que consiguió en virtud de ello la clasificación a la Copa Libertadores 1995.
Se estableció, usando la tabla de posiciones final del campeonato, la clasificación a la Copa Conmebol 1994, entre los equipos que no estuvieran invitados a la Supercopa Sudamericana 1994, ni clasificados a la Copa Libertadores 1995.
Con el fin de la temporada se determinaron los dos descensos al Nacional B, según la tabla de promedios.

## Ascensos y descensos
| Pos     | Equipos ascendidos  |
| ------- | ------------------- |
| 1.º     | Banfield            |
| 1.º Red | Gimnasia y Tiro (S) |

| Pos  | Equipos descendidos en la temporada 1993-94 |
| ---- | ------------------------------------------- |
| 19.º | Estudiantes de La Plata                     |
| 20.º | Gimnasia y Tiro (S)                         |

## Equipos
| Equipo             | Ciudad        |
| ------------------ | ------------- |
| Argentinos Juniors | Buenos Aires  |
| Banfield           | Banfield      |
| Belgrano           | Córdoba       |
| Boca Juniors       | Buenos Aires  |
| Deportivo Español  | Buenos Aires  |
| Deportivo Mandiyú  | Corrientes    |
| Estudiantes        | La Plata      |
| Ferro Carril Oeste | Buenos Aires  |
| Gimnasia y Esgrima | La Plata      |
| Gimnasia y Tiro    | Salta         |
| Huracán            | Buenos Aires  |
| Independiente      | Avellaneda    |
| Lanús              | Lanús         |
| Newell's Old Boys  | Rosario       |
| Platense           | Vicente López |
| Racing Club        | Avellaneda    |
| River Plate        | Buenos Aires  |
| Rosario Central    | Rosario       |
| San Lorenzo        | Buenos Aires  |
| Vélez Sarsfield    | Buenos Aires  |

### Distribución geográfica de los equipos
| Región                  | Cant. | Equipos |
| ----------------------- | ----- | --- |
| Ciudad de Buenos Aires  | 8     | Argentinos Juniors, Boca Juniors, Deportivo Español, Ferro Carril Oeste, Huracán, River Plate, San Lorenzo y Vélez Sarsfield |
| Conurbano bonaerense    | 5     | Banfield, Independiente, Lanús, Platense y Racing Club                                                                       |
| Ciudad de La Plata      | 2     | Estudiantes y Gimnasia y Esgrima                                                                                             |
| Ciudad de Rosario       | 2     | Newell's Old Boys y Rosario Central                                                                                          |
| Provincia de Córdoba    | 1     | Belgrano |
| Provincia de Corrientes | 1     | Deportivo Mandiyú |
| Provincia de Salta      | 1     | Gimnasia y Tiro |

## Sistema de disputa
Se jugaron dos torneos independientes, Apertura y Clausura, en una sola rueda por el sistema de todos contra todos, en las que el segundo constituyó los desquites del primero, y cada uno consagró su propio campeón.

## Torneo Apertura

### Tabla de posiciones final
| Pos  | Equipo                  | Pts | PJ | G | E  | P | GF | GC | DIF |
| ---- | ----------------------- | --- | -- | - | -- | - | -- | -- | --- |
| 1.º  | River Plate             | 24  | 19 | 9 | 6  | 4 | 29 | 17 | 12  |
| 2.º  | Vélez Sarsfield         | 23  | 19 | 8 | 7  | 4 | 19 | 14 | 5   |
| 3.º  | Racing Club             | 23  | 19 | 8 | 7  | 4 | 23 | 20 | 3   |
| 4.º  | Boca Juniors            | 22  | 19 | 8 | 6  | 5 | 25 | 12 | 13  |
| 5.º  | Independiente           | 22  | 19 | 7 | 8  | 4 | 27 | 20 | 7   |
| 6.º  | Lanús                   | 22  | 19 | 6 | 10 | 3 | 23 | 18 | 5   |
| 7.º  | Gimnasia y Esgrima (LP) | 21  | 19 | 6 | 9  | 4 | 21 | 15 | 6   |
| 8.º  | San Lorenzo             | 21  | 19 | 8 | 5  | 6 | 23 | 20 | 3   |
| 9.º  | Banfield                | 20  | 19 | 6 | 8  | 5 | 20 | 17 | 3   |
| 10.º | Ferro Carril Oeste      | 19  | 19 | 4 | 11 | 4 | 17 | 20 | -3  |
| 11.º | Argentinos Juniors      | 18  | 19 | 4 | 10 | 5 | 23 | 20 | 3   |
| 12.º | Huracán                 | 18  | 19 | 5 | 8  | 6 | 22 | 23 | -1  |
| 13.º | Deportivo Mandiyú       | 17  | 19 | 5 | 7  | 7 | 25 | 24 | 1   |
| 14.º | Platense                | 17  | 19 | 4 | 9  | 6 | 22 | 24 | -2  |
| 15.º | Newell's Old Boys       | 17  | 19 | 4 | 9  | 6 | 16 | 22 | -6  |
| 16.º | Gimnasia y Tiro (S)     | 16  | 19 | 5 | 6  | 8 | 16 | 25 | -9  |
| 17.º | Belgrano                | 16  | 19 | 4 | 8  | 7 | 18 | 30 | -12 |
| 18.º | Rosario Central         | 15  | 19 | 2 | 11 | 6 | 15 | 24 | -9  |
| 19.º | Deportivo Español       | 15  | 19 | 3 | 9  | 7 | 8  | 20 | -12 |
| 20.º | Estudiantes (LP)        | 14  | 19 | 3 | 8  | 8 | 16 | 23 | -7  |

## Torneo Clausura

### Tabla de posiciones final
| Pos  | Equipo                  | Pts | PJ | G  | E  | P | GF | GC | DIF |
| ---- | ----------------------- | --- | -- | -- | -- | - | -- | -- | --- |
| 1.º  | Independiente           | 26  | 19 | 8  | 10 | 1 | 32 | 13 | 19  |
| 2.º  | Huracán                 | 25  | 19 | 10 | 5  | 4 | 25 | 22 | 3   |
| 3.º  | Rosario Central         | 23  | 19 | 8  | 7  | 4 | 26 | 14 | 12  |
| 4.º  | San Lorenzo             | 23  | 19 | 8  | 7  | 4 | 22 | 15 | 7   |
| 5.º  | River Plate             | 21  | 19 | 7  | 7  | 5 | 24 | 14 | 10  |
| 6.º  | Platense                | 21  | 19 | 7  | 7  | 5 | 28 | 23 | 5   |
| 7.º  | Boca Juniors            | 20  | 19 | 6  | 8  | 5 | 25 | 19 | 6   |
| 8.º  | Banfield                | 20  | 19 | 8  | 4  | 7 | 23 | 20 | 3   |
| 9.º  | Belgrano                | 19  | 19 | 6  | 7  | 6 | 16 | 17 | -1  |
| 10.º | Newell's Old Boys       | 19  | 19 | 7  | 5  | 7 | 16 | 18 | -2  |
| 11.º | Lanús                   | 19  | 19 | 6  | 7  | 6 | 23 | 26 | -3  |
| 12.º | Racing Club             | 19  | 19 | 6  | 7  | 6 | 14 | 17 | -3  |
| 13.º | Argentinos Juniors      | 18  | 19 | 3  | 12 | 4 | 23 | 24 | -1  |
| 14.º | Deportivo Español       | 17  | 19 | 3  | 11 | 5 | 13 | 20 | -7  |
| 15.º | Ferro Carril Oeste      | 16  | 19 | 5  | 6  | 8 | 13 | 17 | -4  |
| 16.º | Estudiantes (LP)        | 16  | 19 | 5  | 6  | 8 | 23 | 29 | -6  |
| 17.º | Gimnasia y Esgrima (LP) | 16  | 19 | 5  | 6  | 8 | 20 | 29 | -9  |
| 18.º | Vélez Sarsfield         | 15  | 19 | 4  | 7  | 8 | 23 | 31 | -8  |
| 19.º | Gimnasia y Tiro (S)     | 14  | 19 | 4  | 6  | 9 | 15 | 26 | -11 |
| 20.º | Deportivo Mandiyú       | 13  | 19 | 3  | 7  | 9 | 17 | 27 | -10 |

## Tabla de posiciones final del campeonato
Esta tabla fue utilizada como clasificatoria para la Copa Conmebol 1994.
| Pos  | Equipo                  | Pts | PJ | PG | PE | PP | GF | GC | Dif |
| ---- | ----------------------- | --- | -- | -- | -- | -- | -- | -- | --- |
| 1.º  | Independiente (*)       | 48  | 38 | 15 | 18 | 5  | 59 | 33 | 26  |
| 2.º  | River Plate (*)         | 45  | 38 | 16 | 13 | 9  | 53 | 31 | 22  |
| 3.º  | San Lorenzo             | 44  | 38 | 16 | 12 | 10 | 45 | 35 | 10  |
| 4.º  | Huracán                 | 43  | 38 | 15 | 13 | 10 | 47 | 45 | 2   |
| 5.º  | Boca Juniors (**)       | 42  | 38 | 14 | 14 | 10 | 50 | 31 | 19  |
| 6.º  | Racing Club (**)        | 42  | 38 | 14 | 14 | 10 | 37 | 37 | 0   |
| 7.º  | Lanús                   | 41  | 38 | 12 | 17 | 9  | 46 | 44 | 2   |
| 8.º  | Banfield                | 40  | 38 | 14 | 12 | 12 | 43 | 37 | 6   |
| 9.º  | Platense                | 38  | 38 | 11 | 16 | 11 | 50 | 47 | 3   |
| 10.º | Rosario Central         | 38  | 38 | 10 | 18 | 10 | 41 | 38 | 3   |
| 11.º | Vélez Sarsfield (***)   | 38  | 38 | 12 | 14 | 12 | 42 | 45 | -3  |
| 12.º | Gimnasia y Esgrima (LP) | 37  | 38 | 11 | 15 | 12 | 41 | 44 | -3  |
| 13.º | Argentinos Juniors (**) | 36  | 38 | 7  | 22 | 9  | 46 | 44 | 2   |
| 14.º | Newell's Old Boys       | 36  | 38 | 11 | 14 | 13 | 32 | 40 | -8  |
| 15.º | Ferro Carril Oeste      | 35  | 38 | 9  | 17 | 12 | 30 | 37 | -7  |
| 16.º | Belgrano                | 35  | 38 | 10 | 15 | 13 | 34 | 47 | -13 |
| 17.º | Deportivo Español       | 33  | 38 | 6  | 20 | 13 | 20 | 40 | -19 |
| 18.º | Deportivo Mandiyú       | 30  | 38 | 8  | 14 | 16 | 42 | 51 | -9  |
| 19.º | Estudiantes (LP) (**)   | 30  | 38 | 8  | 14 | 16 | 39 | 52 | -13 |
| 20.º | Gimnasia y Tiro (S)     | 30  | 38 | 9  | 12 | 17 | 31 | 51 | -20 |

(*) Clasificado a la Copa Libertadores 1995 e invitado a la Supercopa Sudamericana 1994.

(**) Invitado a la Supercopa Sudamericana 1994.

(***) Clasificado a la Copa Libertadores 1995, como campeón de la edición anterior.
- Argentina tuvo 3 cupos clasificatorios a la Copa Conmebol 1994: los equipos mejor ubicados en esta tabla, que no estuvieran invitados a la Supercopa Sudamericana 1994 ni clasificados a la Copa Libertadores 1995.

## Tabla de descenso
| Pos  | Equipo                  | 91-92 | 92-93 | 93-94 | Total | PJ  | Promedio |
| ---- | ----------------------- | ----- | ----- | ----- | ----- | --- | -------- |
| 1.º  | River Plate             | 55    | 46    | 45    | 146   | 114 | 1,280    |
| 2.º  | Boca Juniors            | 50    | 48    | 42    | 140   | 114 | 1,228    |
| 3.º  | Vélez Sarsfield         | 48    | 48    | 38    | 134   | 114 | 1,175    |
| 4.º  | Independiente           | 36    | 41    | 48    | 125   | 114 | 1,096    |
| 5.º  | Huracán                 | 38    | 43    | 43    | 124   | 114 | 1,087    |
| 6.º  | San Lorenzo             | 34    | 45    | 44    | 123   | 114 | 1,078    |
| 7.º  | Banfield                | -     | -     | 40    | 40    | 38  | 1,052    |
| 8.º  | Deportivo Español       | 45    | 41    | 32    | 118   | 114 | 1,035    |
| 9.º  | Lanús                   | -     | 37    | 41    | 78    | 76  | 1,026    |
| 10.º | Racing Club             | 39    | 36    | 42    | 117   | 114 | 1,026    |
| 11.º | Gimnasia y Esgrima (LP) | 41    | 34    | 37    | 112   | 114 | 0,982    |
| 12.º | Rosario Central         | 34    | 39    | 38    | 111   | 114 | 0,973    |
| 13.º | Ferro Carril Oeste      | 37    | 38    | 35    | 110   | 114 | 0,964    |
| 14.º | Belgrano                | 35    | 38    | 35    | 108   | 114 | 0,947    |
| 15.º | Platense                | 42    | 28    | 38    | 108   | 114 | 0,947    |
| 16.º | Newell's Old Boys       | 44    | 25    | 36    | 105   | 114 | 0,921    |
| 17.º | Argentinos Juniors      | 35    | 33    | 36    | 104   | 114 | 0,912    |
| 18.º | Deportivo Mandiyú       | 33    | 37    | 30    | 100   | 114 | 0,877    |
| 19.º | Estudiantes (LP)        | 29    | 38    | 30    | 97    | 114 | 0,850    |
| 20.º | Gimnasia y Tiro (S)     | -     | -     | 30    | 30    | 38  | 0,789    |

|  |                             |
|  | Descendieron al Nacional B. |

## Descensos y ascensos
Al finalizar la temporada, los dos equipos con peor promedio de los tres últimos ciclos, Gimnasia y Tiro (S) y Estudiantes, descendieron al Nacional B, siendo reemplazados por Gimnasia y Esgrima (J) y Talleres (C) para la temporada 1994-95.